# Jonagold

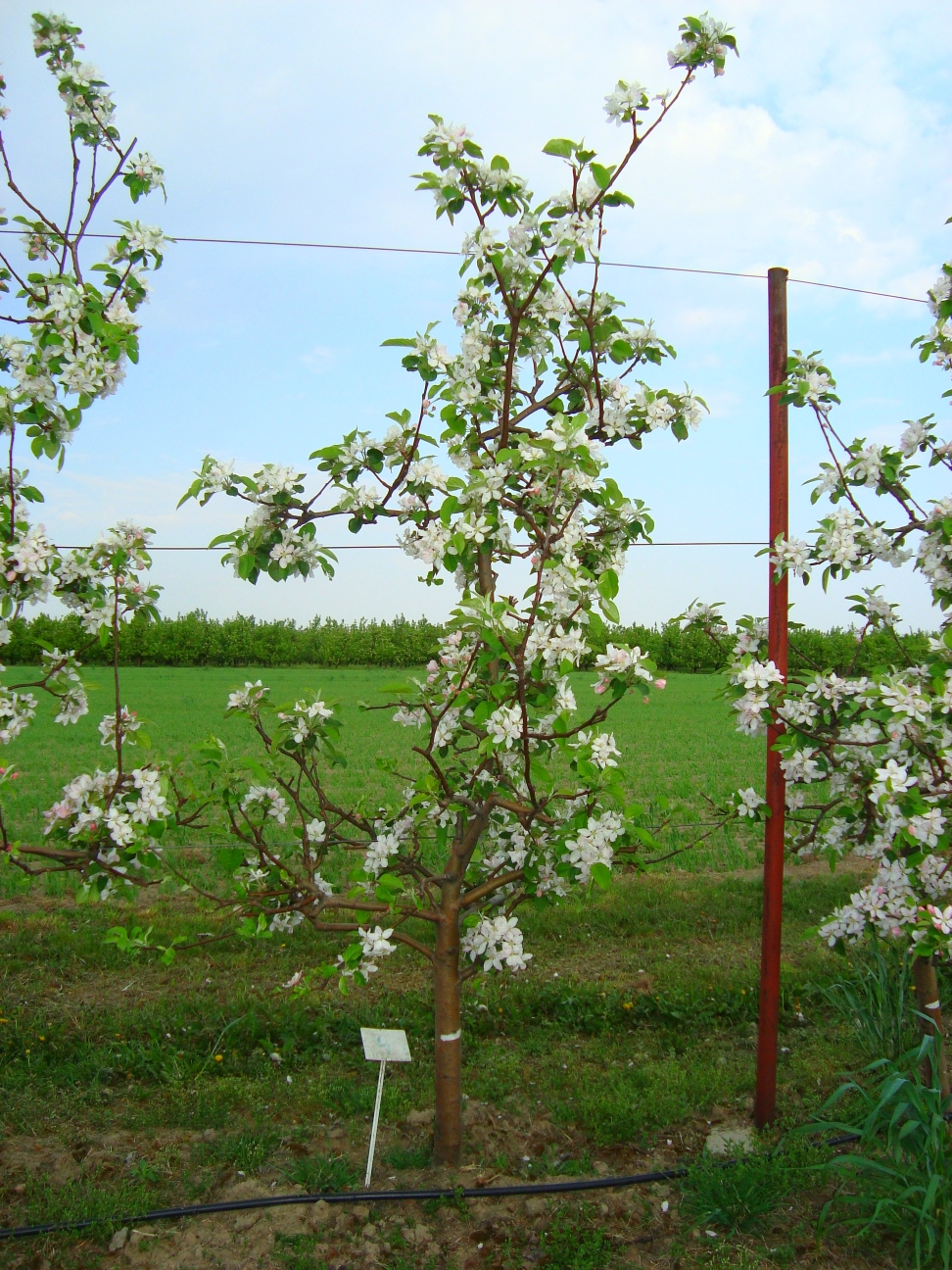
Drzewko odmiany Jonagored w czasie pełni kwitnienia

Jonagold – odmiana uprawna jabłoni domowej, pochodząca ze Stanów Zjednoczonych. Otrzymana jako triploid ze skrzyżowania odmian 'Jonathan' i 'Golden Delicious' w 1943 roku w Stacji Doświadczalnej Geneva należącej do Uniwersytetu Cornella. Początkowo zainteresowanie odmianą było bardzo małe. Dopiero po pozytywnych wynikach doświadczeń odmianowo-porównawczych w Belgii i Holandii rozpoczęto uprawę na skalę towarową w Europie i później w Stanach Zjednoczonych. W stanie Nowy Jork pod koniec lat 80. XX w. drzewa tej odmiany stanowiły 5% nasadzeń produkcyjnych jabłoni, co plasowało ją na czwartej pozycji pod względem liczby drzew. W latach 90. odmiana stanowiła około 11% wszystkich jabłek produkowanych przez UE. W Polsce Jonagold jest znany od 1976 roku, a pierwsze sady posadzono na początku lat 80. Jednak dynamiczny wzrost uprawy tej odmiany rozpoczął się po zimie 1986/87, kiedy w Polsce przemarzło około 50% sadów jabłoniowych. Wpisany do Rejestru Odmian prowadzonego przez Centralny Ośrodek Badania Odmian Roślin Uprawnych w 1990 roku.

## Morfologia
PokrójDrzewo rośnie silnie, a po wejściu w okres owocowania wzrost nieznacznie słabnie. Korony są duże rozłożyste, średnio zagęszczające się. Gałęzie lekko obwieszają się, a charakterystyczny jest łatwo odginający się od pionu przewodnik, co może prowadzić do jego trwałego skrzywienia lub złamania pod ciężarem owoców. Owocuje głównie na licznych krótkopędach. Wymaga cięcia prześwietlającego i odmładzającego. Charakterystyczne dla odmian z całej grupy Jonagold są stosunkowo duże, łódkowato wygięte liście.
OwoceDuże lub bardzo duże, stożkowato-kuliste, czasem nieregularne, przy kielichu lekko żebrowane. Skórka gładka, zielonkawożółta, średniej grubości, rzadko ordzawiona. Zagłębienie szypułkowe głębokie i szerokie, czasem intensywnie zielone. Szypułka dość długa (3–4 cm), ułatwiająca zbiór. Rumieniec rozmyto paskowany, barwy ciemnoczerwonej występuje przy sprzyjających warunkach pogodowych na ⅛ owoców, zwykle dobrze oświetlonych. Przetchlinki są wyraźne, rzadko rozsiane na owocu, dość duże i jasnoszare. Miąższ jest żółty gruboziarnisty, ścisły, soczysty, o bardzo korzystnym stosunku cukrów do kwasów, aromatyczny. Walory smakowe oceniane są wysoko.

## Uprawa
Odmiana uprawiana jest głównie na podkładkach słabo rosnących, najczęściej zalecana jest angielskiej selekcji podkładka M.9. Aby uniknąć problemów z wyłamywaniem się przewodników i łatwiej uformować koronę w sadzie zaleca się stosowanie podpór. Jonagoldów nie należy uprawiać na stanowiskach zimnych i zagrożonych dużymi spadkami temperatur w zimie i wiosną.
PielęgnacjaWymaga ochrony przed przymrozkami wiosennymi powodującymi zniszczenie kwiatów i ordzawienie skórki w postaci języków. W latach z korzystnymi warunkami pogodowymi w okresie zapylenia ze względu na obfite zawiązanie owoce wymagają przerzedzania.
Zbiór i przechowywanieW warunkach polskich dojrzałość zbiorczą osiąga pod koniec września lub na początku października, a dojrzałość konsumpcyjną w grudniu. Zaleca się zbierać owoce 2-, 3-krotnie w miarę dojrzewania. Terminu zbioru nie powinno się wyznaczać na podstawie wielkości owoców i intensywności wybarwienia, gdyż to często prowadzi do zbyt późnego zbioru. Opóźnienie zbioru pogarsza wyraźnie ich zdolność przechowalniczą. W przechowalni owoce przechowuje się około 3 miesiące, w chłodni zwykłej do marca, w chłodni z kontrolowana atmosferą do czerwca. Przy zastosowaniu 1MCP i chłodni KA można je przechować przez rok.

## Rozwój
W okres owocowania wchodzi bardzo wcześnie, w dobrych warunkach już w roku sadzenia. Przy dobrej pielęgnacji owocuje regularnie i dość obficie. Ze względu na triploidalność jest złym zapylaczem i wymaga zapylenia pyłkiem innej odmiany. Dobrymi zapylaczami dla Jonagolda są m.in. 'Golden Delicious', 'Szampion', 'Gloster', 'Idared', 'Koksa Pomarańczowa', 'McIntosh', 'Melrose', 'Gala' i 'Elstar'. Kwitnie średnio późno, pod koniec okresu masowego kwitnienia jabłoni.

## Zdrowotność
Jonagold jest odmianą o dużej wrażliwości na mróz. W czasie ostrych zim może dochodzić do dużych uszkodzeń drewna, a w skrajnych przypadkach do zamierania całych drzew. Jest odmianą o średniej odporności na parcha jabłoni, zarazę ogniową oraz mączniaka jabłoni. W młodych sadach należy zwrócić uwagę na zgorzel kory powodowaną przez grzyby z rodzaju Pezicula, gdyż może ona prowadzić nawet do zamierania całych drzew. W przechowalniach czasem jabłka ulegają fizjologicznej chorobie plamistość jonatana, są natomiast całkowicie odporne na bliznowatość skórki jabłek.

## Mutanty
Łatwość powstawania mutantów świadczy o braku pełnej stabilizacji genetycznej Jonagolda. W ciągu pierwszych 20 lat uprawy zostało zarejestrowane (i często opatentowane) ponad 100 sportów tej odmiany. Mutanty obecnie są częściej uprawiane niż odmiana wyjściowa. Ze względu na mnogość sportów stworzono kilka sposobów ich podziału. Najpopularniejszym jest podział zaproponowany przez De Costera w 1990 roku. Dzieli on mutanty na następujące grupy:
Grupa 1 – o delikatnym paskowanym rumieńcu
- ‘Goldpurpur’ – pochodzi z Niemiec, rumieniec jest zmienny w zależności od przebiegu pogody
- ‘Jonagold Wilmuta’ – pochodzi z Holandii, gdzie otrzymano go sztucznie napromieniowując pędy odmiany Jonagold
- ‘Highwood’ i in.

Grupa 2 – zasadnicza barwa skórki zielona, rumieniec jasnoczerwony do karminowoczerwonego, lecz zawsze rozmyty,
- ‘Jonica’ (syn. Schneica) – pochodzi z Niemiec, dojrzewa wcześniej od Jonagolda,
- 'Jonagold 2000' (syn. Excel) – pochodzi z Belgii, rumieniec pojawia się wcześniej niż u odmiany wyjściowej,
- ‘King Jonagold’ i in.

Grupa 3 – zasadnicza barwa skórki zielona, rumieniec od jasnoczerwonego do ciemnoczerwonego często marmurkowy,
- ‘Jonagold Decosta’ – pochodzi z Belgii, rumieniec pojawia się wcześniej niż u odmiany wyjściowej,

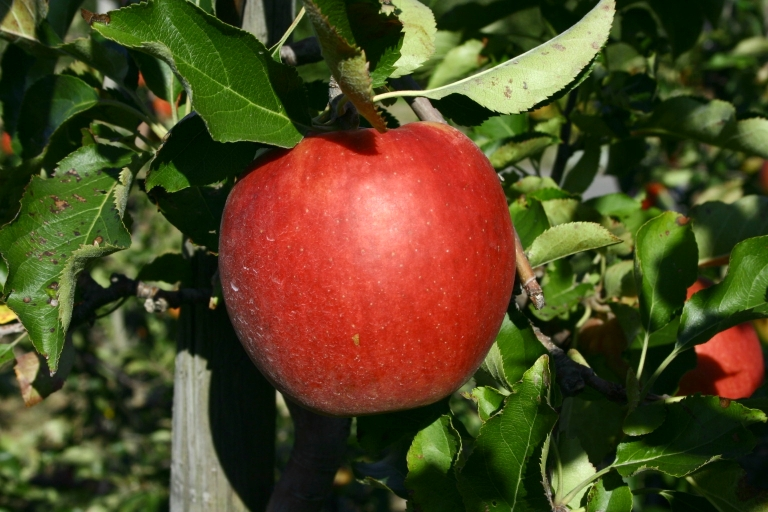
Owoc barwnego sporta z grupy 4 – odmiany Jonagored w okresie pełnego wybarwienia na krótko przed zbiorem

- ‘Novajo’ – pochodzi z Belgii,
- ‘Prince Jonagold’ i in.

Grupa 4 – zasadnicza barwa żółtozielona, rumieniec ciemnoczerwony, często lekko brązowy i lekko paskowany lub z chimerami,
- ‘Jonagold Decosta’,
- ‘Jonagored’,
- ‘Romagold’ i in.

Grupa 5 – ciemnoczerwony rumieniec, pokrywający cały owoc
- ‘Jacobs’,
- ‘Jomured’,
- ‘Rubinstar’ i in.

Później zaproponowano jeszcze jedną grupę (Grupa 6) do której należą mutanty o krótkopędowym charakterze wzrostu, którego drzewa osiągają wąskie i małe korony. Przedstawicielem tej grupy jest znaleziony we Francji mutant ‘Dalijo’.